# Mahdia, Tiaret
Mahdia là một đô thị thuộc tỉnh Tiaret, Algérie. Dân số thời điểm năm 2002 là 30.264 người.